# Francisco, juglar de Dios

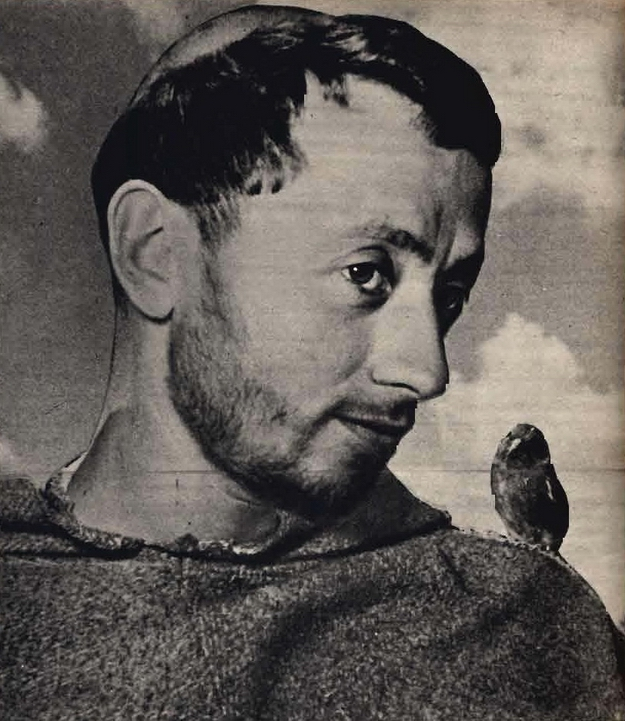
Fray Nazario Gerardi como san Francisco de Asís

Francisco, juglar de Dios (en italiano, Francesco, giullare di Dio) es una película de 1950 dirigida por Roberto Rossellini y coescrita por Federico Fellini. La película está basada en dos libros, la novela del siglo XIV Fioretti di San Francesco (Las florecillas de San Francisco) y La Vita di Frate Ginepro (La vida del hermano Junípero). Ambos relatan la vida y obra de san Francisco de Asís y los primeros franciscanos. I Fioretti se compone de 78 pequeños capítulos. La novela en su conjunto, más que tratarse de un relato biográfico, se centra en contar historias de la vida de san Francisco y sus seguidores. La película sigue la misma premisa, aunque en lugar de relatar los 78 capítulos, se centra en nueve de ellos. Cada capítulo está compuesto al estilo de una parábola y contiene un tema moral. 

## Reparto
- Fray Nazario Gerardi como san Francisco de Asís
- Fray Severino Pisacane como fray Junípero
- Esposito Bonaventura como Giovanni
- Aldo Fabrizi como Nicolaio, el tirano
- Arabella Lemaître como santa Clara de Asís
- Fray Nazareno, fray Rafaello y fray Robert Sorrentino como franciscanos
- Gianfranco Bellini como narrador

## Producción
Rossellini había estado trabajando durante años en una película sobre san Francisco, de la que más tarde diría que era su favorita de entre sus propias obras. Rossellini y Federico Fellini escribieron un tratamiento de la película que tenía 28 páginas y contenía sólo 71 líneas de diálogo. El texto se inspiró parcialmente en leyendas de san Francisco como Las florecillas y La vida del hermano Junípero. Rossellini dijo que no pretendía realizar una película biográfica, sino que se centraría en un aspecto específico de la personalidad de san Francisco: su extravagancia. Rossellini describió este aspecto del santo como "el jugar de Dios". La película consiste en una serie de episodios de la vida de san Francisco y no contiene ninguna trama ni desarrollo de los personajes. Cada episodio comienza con un marcador de capítulo, el cual sirve para relacionar directamente la película con la novela. El 6 de octubre de 1952, cuando la película se estrenó en Estados Unidos, donde la novela no era tan conocida, se eliminaron los marcadores de capítulos.
Rossellini recibió financiación de Angelo Rizzoli y del Vaticano para realizar la película. Para el reparto se escogió a los mismos monjes franciscanos que habían aparecido en su película anterior, Paisà. El resto del elenco, a excepción de Aldo Fabrizi, estaba compuesto también por actores no profesionales.
El rodaje comenzó el 17 de enero de 1950 en la campiña italiana entre Roma y Bracciano. Fellini no estuvo presente durante el rodaje y Rossellini contó con la ayuda de Brunello Rondi y del padre Alberto Maisano para los diálogos de la película. Durante el rodaje nació el hijo de Rossellini e Ingrid Bergman, Renato, el 2 de febrero de 1950, aunque su divorcio de su anterior esposa no se hizo oficial hasta el 9 de febrero. Los extras de la película llevaron ricotta al recién nacido durante la producción. 